# Wallingford (Oxfordshire)
Wallingford ist eine Stadt und „civil parish“ (Gemeinde) in England. Es gehört zum Distrikt South Oxfordshire der Grafschaft Oxfordshire und liegt an der Themse. Im Jahr 2021 zählte Wallingford 7888 Einwohner.

## Geschichte
Alfred der Große errichtete eine befestigte Stadt mit starken Mauern bei Wallingford, um sich gegen Überfälle der Wikinger zu schützen. Die Ursprünge der Burg von Wallingford liegen in der Zeit Wilhelm des Eroberers. Nach der Schlacht bei Hastings überquerte Wilhelm die Themse bei Wallingford, damit er London angreifen konnte (1066).
Wallingford war während der Herrschaft von Stephan von Blois bedeutend. Als Heinrich I. 1135 starb und Matilda von England in Frankreich war, bemächtigte sich ein Neffe des verstorbenen Königs, Graf Stephan von Blois, des englischen Throns. Später unterstützte Matilda den Thronanspruch ihres Sohnes Heinrich, ab 1150 Herzog der Normandie, der 1153 von Stephan im Vertrag von Wallingford als Erbe anerkannt wurde und nach Stephans Tod im folgenden Jahr den Thron bestieg. Johann Ohneland und Richard von Cornwall erweiterten das Schloss. Eduard I, Margarete von Anjou und Owen Tudor wurden alle im Schloss Wallingford eingesperrt. Joan of Kent starb 1385 im Schloss von Wallingford. Dieses war eine royalistische Festung während des Englischen Bürgerkriegs. Oliver Cromwell zerstörte die Burg nach dem Krieg (1652).
Die Schleuse des Chalmore Lock befand sich zwischen 1838 und 1883 in der Themse bei Wallingford.
Wallingford diente als Kulisse für das fiktive Causton der TV-Serie Inspector Barnaby.

## Persönlichkeiten
- Die Schriftstellerin Agatha Christie starb am 12. Januar 1976 in Wallingford.
- Der Schauspieler Marcus Harris, Julian aus der 1970er TV-Serie Fünf Freunde, wohnt und arbeitet in Wallingford.
- Der Musiker und Entertainer Ross Antony führte mit seinem Partner Paul Reeves in Wallingford eine Bed-and-Breakfast-Pension mit dem Namen Little Gables.

## Söhne und Töchter der Stadt
- Richard von Wallingford (1292–1336), Geistlicher, Astronom und Uhrmacher
- John Davies Ormond (1831–1917), neuseeländischer Landbesitzer, Politiker, Superintendent der Provinz Hawke’s Bay und Mitglied im Legislative Council of New Zealand
- Edith Hayllar (1860–1948), Malerin
- Geoffrey Keen (1916–2005), Schauspieler
- Jonathan Bailey (* 1988), Schauspieler

## Städtepartnerschaften
Städtepartnerschaften gibt es mit folgenden Städten:
- Luxeuil-les-Bains, Frankreich
- Bad Wurzach, Deutschland